# Rap hardcore
El rap hardcore és un subgènere de la música rap que es va desenvolupar al si de l'escena hip-hop de la Costa Est dels Estats Units a la dècada de 1980 per mitjà d'artistes com Run-DMC, Schoolly D, Boogie Down Productions i Public Enemy, que es caracteritza per la ira, l'agressivitat i la confrontació lírica.

## Història
La crítica musical ha reconegut Run-DMC com el primer grup de rap hardcore. Altres artistes que van adoptar un estil agressiu van ser Schoolly D a Filadèlfia i Too $hort a Oakland. Abans que es desenvolupés una fórmula per al gangsta rap, artistes com Boogie Down Productions i Ice-T van escriure lletres basades en observacions detallades de la «vida de carrer», mentre que les lletres confrontacionals i agressives i l'estil de producció caòtic i aspre dels discos de Public Enemy van establir nous estàndards per al rap hardcore i la producció musical. Tot i que inicialment va ser un fenomen majoritàriament de la Costa Est, a finals de la dècada de 1980, el rap hardcore es va anar convertint en sinònim de gangsta rap a la Costa Oest, amb artistes com N.W.A. que hi van incorporar històries amb temàtica criminal sobre la cruesa de la vida de les bandes de carrer.
A principis dels anys 1990, el rap hardcore va tornar a associar-se amb la Costa Est a mesura que Wu-Tang Clan va emergir amb ritmes minimalistes i samplejats, que van ser força populars entre altres artistes de rap hardcore contemporanis. A principis i finals dels anys 1990 i principis dels 2000, altres artistes de Nova York com Onyx, DMX i M.O.P. van incorporar els crits a les seves lletres. A la dècada del 2010, el punk rap va combinar elements del rap hardcore i hardcore punk, amb artistes com Denzel Curry al capdavant.
El gangsta rap sovint s'ha associat amb l'estil rap hardcore i generalment es considera un subgènere o una branca del rap hardcore. Tanmateix, no tot el rap hardcore gira al voltant de temes lírics de temàtica criminal, tot i la considerable coincidència entre els dos gèneres, especialment entre els rapers de la dècada del 1990. El rap hardcore es caracteritza per l'agressivitat i la confrontació i generalment descriu situacions de violència o emocions d'enuig. L'escriptor Russell Potter va considerar que, mentre que la premsa popular ha associat el rap hardcore amb una «perspectiva gangsta monolítica», els rapers hardcore «han reclamat una àmplia varietat de temes».